# New Year's Eve
New Year’s Eve (en España: Noche de fin de año; en Hispanoamérica: Año nuevo) es una comedia romántica dirigida por Garry Marshall. La película se estrenó el 9 de diciembre de 2011 en Norteamérica y el 23 de diciembre en España
Protagonizada por Michelle Pfeiffer, Jessica Biel, Jon Bon Jovi, Abigail Breslin, Sarah Paulson, Chris "Ludacris" Bridges, Robert De Niro, Josh Duhamel, Zac Efron, Frank Rangel, Héctor Elizondo, Katherine Heigl, Ashton Kutcher, Seth Meyers, Lea Michele, Sarah Jessica Parker, Til Schweiger, Hilary Swank, Sofía Vergara, Jake T. Austin, Carla Gugino, Cary Elwes entre otros.

## Argumento
Durante el último día del año 2011, la vicepresidenta de la Alianza Times Square, Claire Morgan, está ultimando los preparativos para la caída de la bola con la ayuda de su amigo Brandon. Mientras tanto, después de que casi la atropelle un coche y de que le nieguen unas vacaciones, la secretaria de Ahern Records, Ingrid, deja su trabajo y le ofrece al repartidor, Paul, entradas para el Baile de Máscaras de Ahern Records si este la ayuda a cumplir una serie de propósitos de Año Nuevo antes de medianoche, cosa que él acepta.
La hermana de Paul, Kim, está teniendo problemas con su hija Hailey, que quiere pasar la noche de fin de año con sus amigos y Seth, el chico que le gusta muchísimo, en Times Square. El mejor amigo de Paul, el ilustrador de cómics Randy, que odia la Nochevieja desde que su novia lo dejó, se queda encerrado en un ascensor con Elise, una aspirante a cantante que le hará los coros al músico Jensen durante su actuación en Times Square, Jensen también actúa en el baile de Ahern Records, donde se reavivan sus sentimientos por su exnovia Laura.
En un hospital cercano, Stan Harris, que está en la última fase de su cáncer que rechaza la quimioterapia y que solo desea ver la caída de la bola por última vez, se ve acompañado por la enfermera, Aimee, después de que su doctor le confiese que no le queda mucho tiempo. En el mismo hospital, una pareja, Tess y Griffin, a punto de tener a su primer hijo, compiten con otra pareja, Grace y James, por el premio otorgado a la familia que tenga al primer bebé del año. En fin, una locura.
En otro lugar, Sam, un directivo importante de Ahern Records, intenta llegar al baile de su empresa, donde tiene que dar un importante discurso, después de que su coche se estropee en la otra punta de Nueva York. Todo mientras decide si asistirá a un encuentro con una misteriosa mujer que conoció y de la cual se enamoró la Nochevieja anterior.
Conforme se acercan las 12, una de las luces del panel de Times Square se funde, hecho que provoca que la bola se atasque y obliga a Claire a llamar a Kominsky, un electricista que la compañía despidió pocas semanas antes. Kominsky arregla la bola antes de medianoche y, en agradecimiento, Claire lo deja a cargo de la operación y sale corriendo para ver la caída de la bola con su padre, Stan. Mientras tanto, la enfermera Aimee tiene una videoconferencia con su marido (Common), un soldado de servicio en Afganistán.
Paul ayuda a Ingrid a cumplir todos los puntos de la lista y ella le da las entradas. Poco a poco, Elise y Randy se han ido uniendo más y más el uno con el otro hasta estar a punto de besarse, pero justo en ese momento el ascensor se repara y Elise sale disparada al concierto de Jensen. Randy se da cuenta de que ha olvidado su pulsera de goma y corre tras ella. Jensen deja su concierto a mitad y, en el baile, se disculpa con Laura, que lo perdona. Sin Jensen en el escenario, Elise tiene que reemplazarlo y consigue el favor del público. Besa a Randy y empiezan una relación. Después de ese momento llega el esperado Año Nuevo 2012.
Tess y Griffin tienen a su bebé y, a pesar de haber nacido antes, le ceden el premio a Grace y James después de descubrir que ahora son padres de tres niñas. Mientras tanto, después de que su madre le prohibiese ir a la celebración, Hailey se escapa a Times Square, donde ve a otra chica besando a Seth. Con el corazón roto, Hailey se topa con su madre, que la ha estado buscando. Después de reconfortarla, Kim permite a Hayley ir a una fiesta, donde Seth la encuentra y se disculpa, explicándole que la otra chica le robó un beso. Hayley lo perdona y Seth la besa. Paul se encuentra con Ingrid a las 12 y la besa a la sorpresa de mucha gente, ya que un beso de Año Nuevo era el único propósito que todavía no había cumplido. Mientras pasa esto, Kim se dirige al punto donde quedó con Sam, cuyo discurso ha sido todo un éxito. Ella es la misteriosa mujer que conoció el año anterior, y finalmente descubren el nombre del otro.

## Reparto

### Reparto principal
| Actor                | Personaje           | Descripción |
| -------------------- | ------------------- | --- |
| Michelle Pfeiffer    | Ingrid Whithers     | Una secretaria frustrada que decide hacer frente a sus propósitos de Año Nuevo no cumplidos.                          |
| Halle Berry          | Aimee               | Una enfermera |
| Sarah Paulson        | Grace               | Una mujer a punto de ser madre por tercera vez                                                                        |
| Jessica Biel         | Tess Christensen    | Mujer que da a luz al primer bebé del año                                                                             |
| Jon Bon Jovi         | Jensen              | Una gran estrella del rock, enamorado de Laura                                                                        |
| Ludacris             | Brendan             | Un policía de Nueva York que trabaja en el espectáculo de fin de año                                                  |
| Robert De Niro       | Stan                | Un hombre con cáncer terminal                                                                                         |
| Katherine Heigl      | Laura               | Proveedora encargada del Baile de Máscaras de Ahern Records                                                           |
| Josh Duhamel         | Sam Ahren           | Un directivo de Ahern Records que intenta reunirse en Nueva York con una misteriosa mujer que conoció el año anterior |
| Zac Efron            | Paul Cooper         | |
| Frank Rangel         | Jake Carroll        | |
| Héctor Elizondo      | Kominsky            | Electricista que arregla la bola del espectáculo                                                                      |
| Sofía Vergara        | Ava Cordero         | Cocinera |
| Ashton Kutcher       | Randy McKlein       | Hombre que odia la Nochevieja                                                                                         |
| Sarah Jessica Parker | Kim Cooper          | |
| Seth Meyers          | Griffin Christensen | Hombre a punto de ser padre                                                                                           |
| Lea Michele          | Elise Richards      | Cantante que forma parte del coro de Jensen                                                                           |
| Til Schweiger        | James               | Hombre a punto de ser padre por tercera vez                                                                           |
| Hilary Swank         | Claire Morgan       | Encargada del espectáculo de la noche de fin de año                                                                   |
| Carla Gugino         | Doctora Morriset    | |
| Abigail Breslin      | Hailey Cooper       | |

### Reparto Secundario
| Actor                   | Personaje                                    |
| ----------------------- | -------------------------------------------- |
| Yeardley Smith          | Maude                                        |
| Jake T. Austin          | Seth                                         |
| Carmelo Anthony         | chulo                                        |
| Eddie D'vir             | David                                        |
| Luke Halpenny           | Todd                                         |
| Anchal Joseph           | Modelo                                       |
| Greg Kinnear            | Duke Bunton                                  |
| Christine Lakin         | Alyssa                                       |
| John Lithgow            | Mr. Cox                                      |
| Katherine McNamara      | Lily                                         |
| Cary Elwes              | Médico de Stan                               |
| Alyssa Milano           | Enfermera Melanie Cambridge                  |
| Marcia Miller           | Maggie                                       |
| Leroy S. Mobley         | Christian                                    |
| Russell Peters          | Marcus                                       |
| Ryan Seacrest           | Él mismo                                     |
| Nat Wolff               | Walter                                       |
| Christian Fortune       | Cody                                         |
| Joey McIntyre           | Novio en la boda, amigo de Sam               |
| Matthew Broderick       | Jefe de Claire Morgan                        |
| Common                  | Esposo de la enfermera Aimee                 |
| Mary Elizabeth Winstead | April Painckley, asistente puntual de Jensen |

## Producción

### Rodaje
Aunque la previsión del comienzo de rodaje era para diciembre de 2010, pero fue cancelado hasta febrero de 2011 en Nueva York. Querían que algunas escenas fuesen rodadas en la víspera de Año Nuevo pero debido a la cancelación no fue posible.
'New Year's Eve' no es una secuela de 'Historias de San Valentín' aunque al comienzo de su rodaje se especulara con ello.

## Nominaciones
New Year's Eve ganó una nominación al premio Razzie en la categoría de peor película.